# Amici-Prisma
Das Amici-Prisma (nach seinem Erfinder Giovanni Battista Amici) ist ein zu den Umkehrprismen gehörendes optisches Prisma. Es wird in optischen Systemen genutzt, um einen Strahlengang um 45° oder 90° abzuwinkeln und dabei das Bild in beiden Achsen zu spiegeln. Im Gegensatz zu einem Spiegel kann dadurch ein auf dem Kopf stehendes und seitenverkehrtes Bild einer Linsenanordnung aufrecht und zugleich seitenrichtig aus einem anderen Winkel betrachtet werden. Es wird auch Dachkantprisma nach Amici genannt, weil es als reflektierende Flächen ausschließlich zwei Dachkantflächen hat. In seiner Kurzbezeichnung Dachkantprisma stellt es die Grundform aller komplexeren Umkehrprismen dar, die Dachkantflächen enthalten.

## Aufbau und Funktionsweise

Strahlengang in einem Dachkantprisma (mit abgeschrägter 90°-Kante ohne optische Funktion)

Das Amici-Prisma ist ein gewöhnliches Prisma in Halbwürfelform (rechtwinkliges Dreieck als Grundfläche) mit einer auf der langen Seite (Hypotenusenseite) aufgesetzten „Dachkante“, das heißt mit zwei aufgesetzten rechtwinklig zueinander stehenden Teilflächen.
Im Dachkantprismenteil wird das Bild in der Mitte gespalten, und die Halbbilder werden getrennt je zweimal reflektiert, bevor sie sich wieder vereinigen. Dies muss mit hoher Genauigkeit – auf ca. 3 bis 4 Bogensekunden genau – geschehen, da sich sonst Doppelbilder ergeben. Die notwendige Präzision verteuert allgemein die Fertigung des Amici-Prismas. Bei der heutzutage genutzten automatischen Fertigung ist der Unterschied jedoch kaum noch vorhanden.
Dachkantseiten werden auch bei zahlreichen weiteren Prismen für die Bildänderung eingesetzt, dazu zählen das Dachkant-Penta-, das Schmidt-Pechan-, das Abbe-König- und das Uppendahl-Prisma.

## Anwendung und ähnliche Prismen
Das Amici-Prisma wird häufig im Strahlengang von Fernrohren bei der beobachtenden Astronomie eingesetzt. Vorteilhaft ist hierbei, dass durch die aufrechte und seitenrichtige Lage der Objekte im Fernrohr die Orientierung am Himmel leichter fällt, da die Bewegungsrichtung des Instruments und die beobachtete Verschiebung im Okular gleich sind.
Prismen, die zu ähnlichen Zwecken eingesetzt werden, sind das Dachkant-Pentaprisma, das vor allem bei Fotoapparaten verbreitet ist und das doppelte Porro-Prisma, das häufig in Ferngläsern verbaut ist.

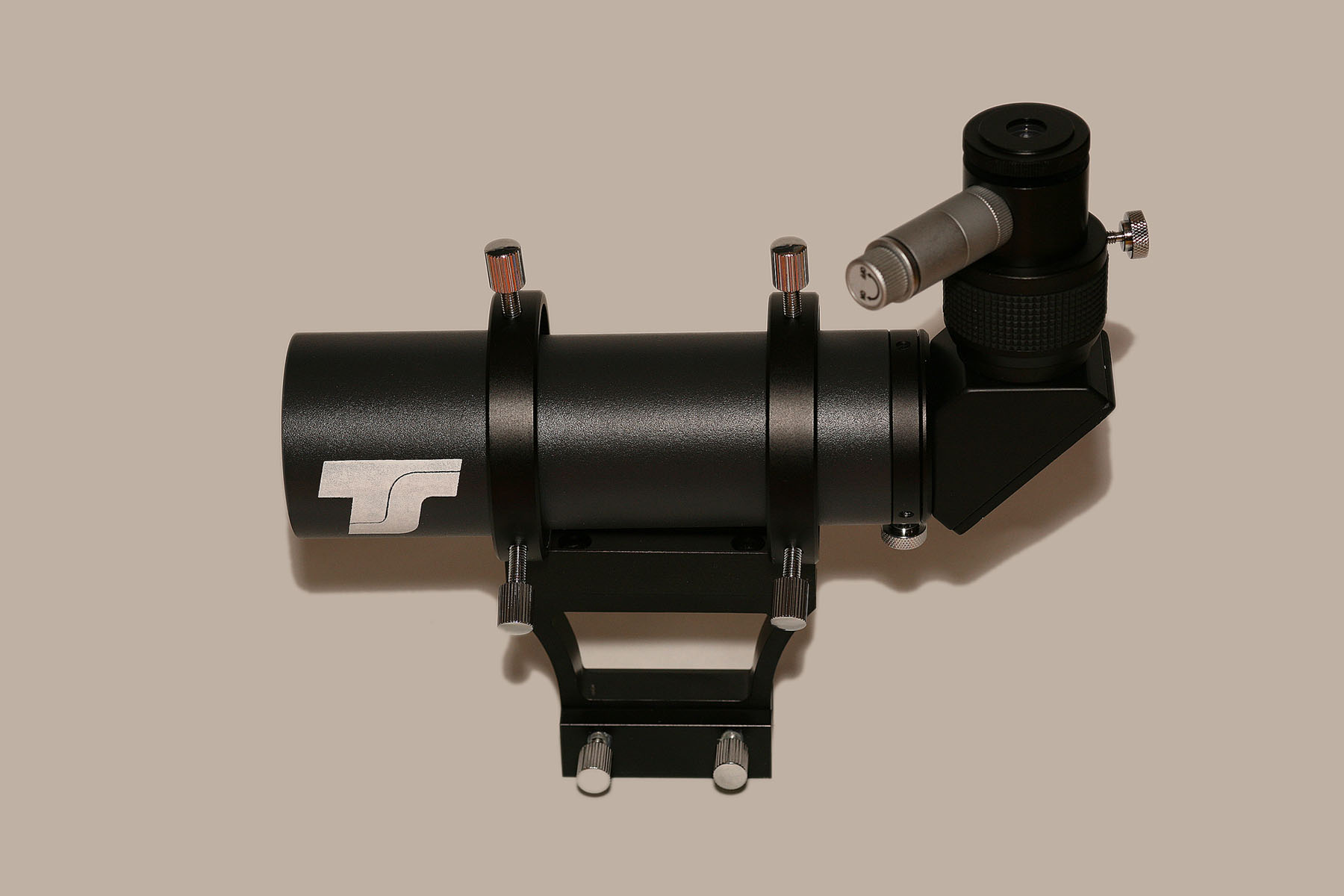
Sucherfernrohr mit Amici-Prisma
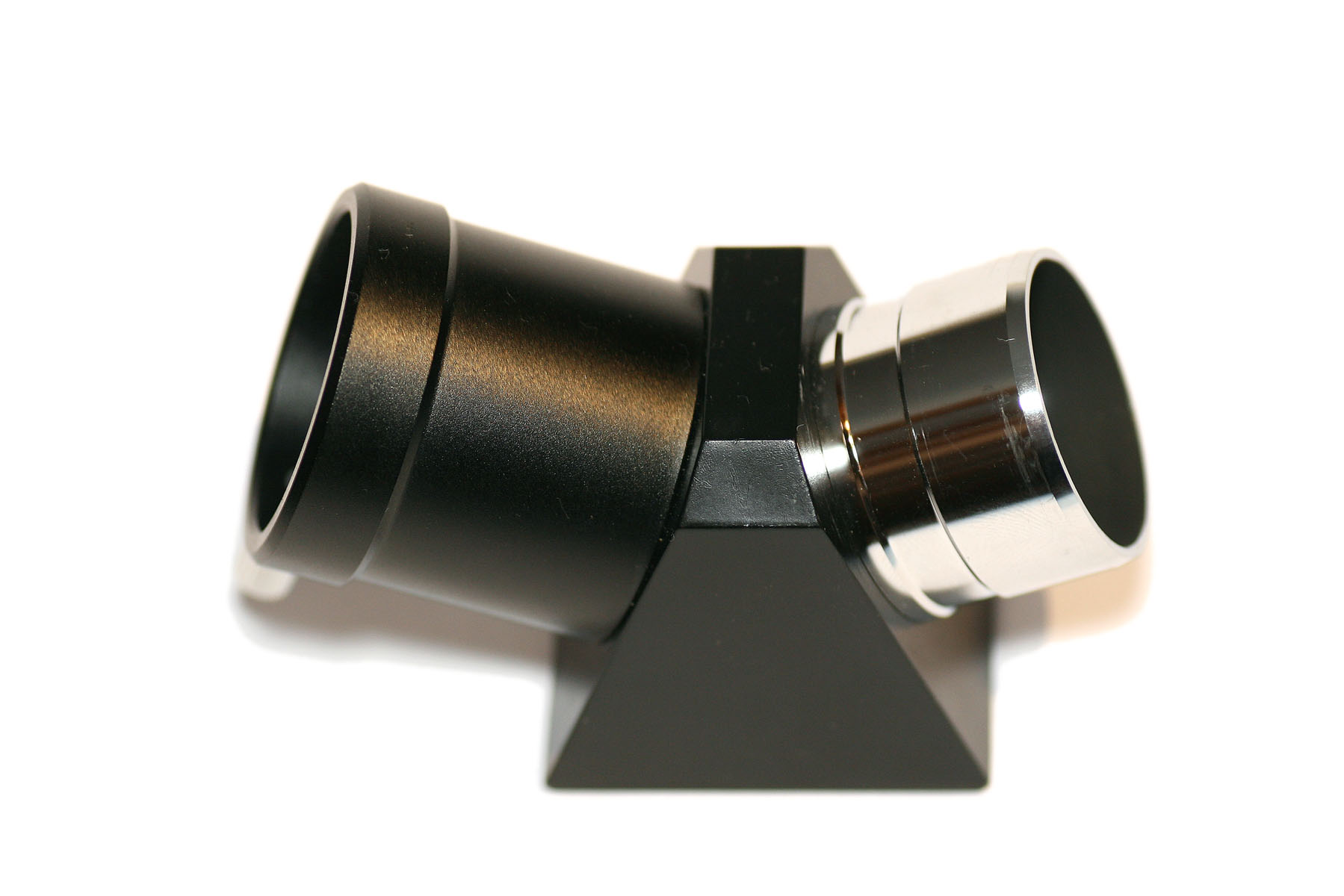
Amici-Prisma mit 45°-Umlenkung und 1,25″ Steckmaß